# Ulica Warszawska w Siedlcach
Ulica Warszawska – jedna z głównych ulic wylotowych w Siedlcach na trasie W-Z, w kierunku Warszawy.

## Przebieg
Ulica swój początek bierze na skrzyżowaniu ulic: J. Piłsudskiego, Szkolnej i Wojska Polskiego, kończy się zaś zachodnią granicą miasta (Nowe Iganie) – wjazdem na drogę krajową nr 2.
Na odcinku od ul. I. Łukasińskiego do ul. I. Daszyńskiego (kierunek wschód–zachód) i od mostu na Muchawce do ul. I. Łukasińskiego (kierunek zachód–wschód), równolegle do ulicy znajdują się drogi dojazdowe do posesji z nawierzchnią kostki brukowej, z wyznaczoną ścieżką rowerową. Część dochodzących ulic krzyżuje się z drogą dojazdową.
Na tej ulicy w większości dominuje zabudowa jednorodzinna, wyjątkiem są:
- Os. Nad Zalewem (ul. Poznańska)
- Os. Skarpa (ul. C. Dylewicza)
- Os. Panama (ul. I. Daszyńskiego)

## Historia
Ulica powstała najprawdopodobniej na przełomie XIX i XX wieku (tzw. trakt brzeski z Warszawy do Brześcia), początkowo droga brukowa, nawierzchnię asfaltową uzyskała w latach 60. XX w. Od lat 60. do reformy sieci drogowej w grudniu 1985 roku stanowiła część drogi państwowej nr 13 i drogi międzynarodowej E8. Gruntownie zmodernizowana w 1999 roku z uwagi na wizytę Jana Pawła II w Siedlcach.

## Pochodzenie nazwy
Nazwa pochodzi od miasta st. Warszawy.

## Obiekty
- salon Kia Motors, Liga Obrony Kraju – Zarząd Rejonowy w Siedlcach nr 3,
- dyskont Biedronka nr 89,
- placówka Poczty Polskiej nr 93,
- Hotel Hetman, PSB Mrówka, biuro powiatowe ARiMR w Siedlcach nr 133,
- Market Topaz, filia Banku Spółdzielczego w Kałuszynie nr 134,
- stacja paliw BP z McDonald’s (Nowe Iganie)

## Komunikacja
Ulicą Warszawską kursują autobusy nr: 1, 4, 12, 13, 18, 19, 27, 28, 30, 33, 43.

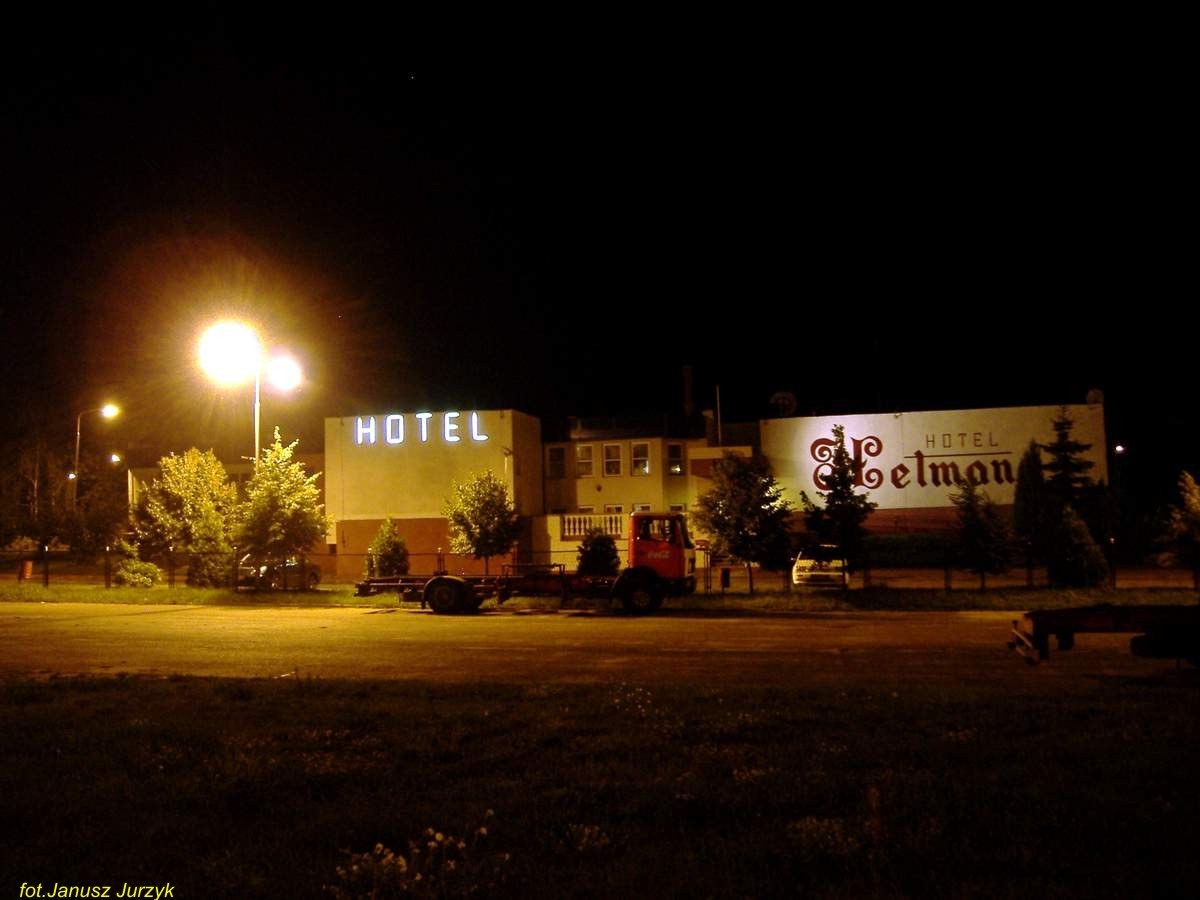
Hotel Hetman nocą
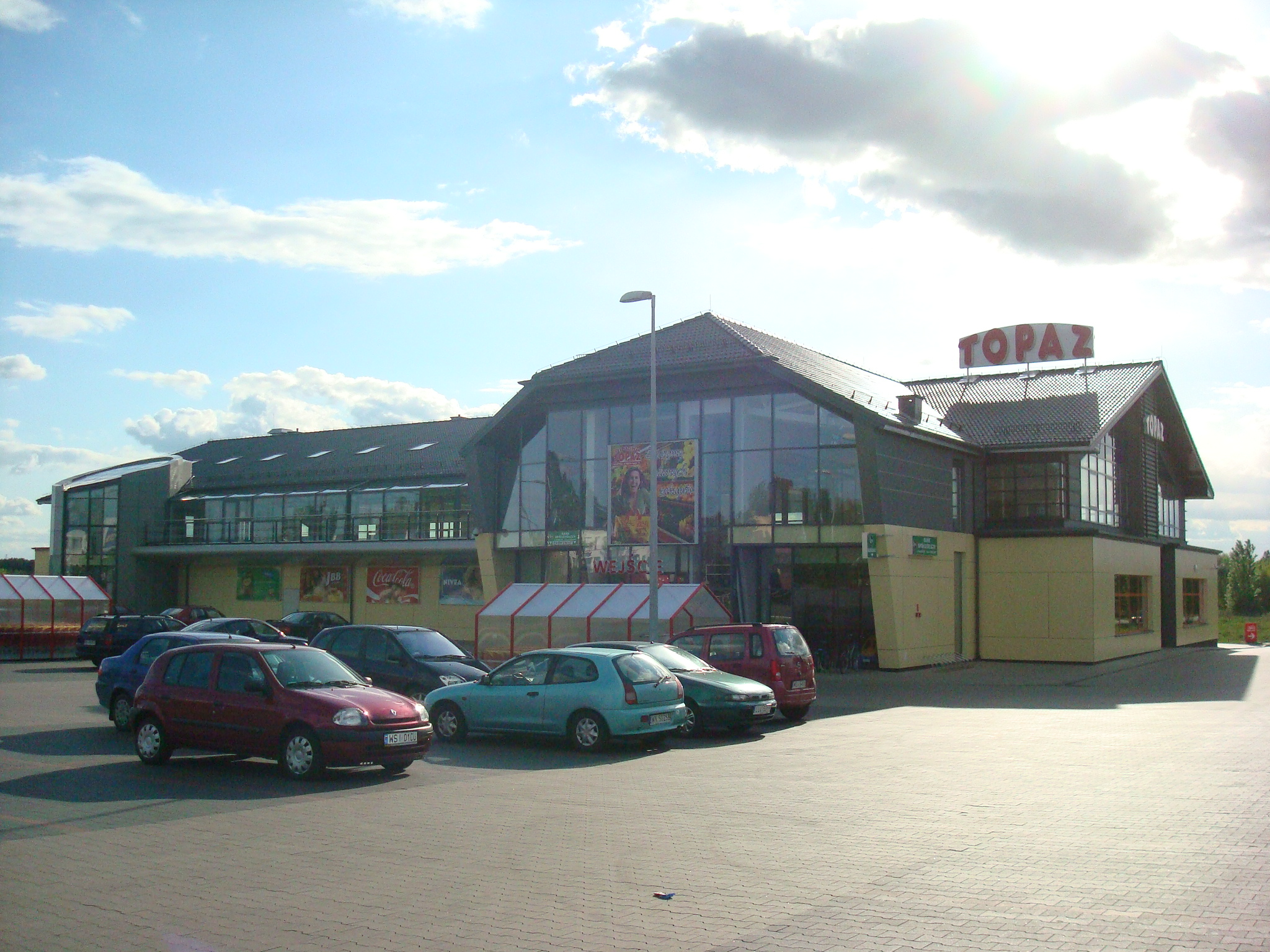
Topaz